# Guillermo Padrés Elías
Guillermo Padrés Elías (Cananea, 29 de junho de 1969). é um político mexicano, membro do Partido da Ação Nacional. Foi governador do Estado de Sonora de 13 de setembro de 2009 até 12 de setembro de 2015. Foi sucedido por Claudia Artemiza Pavlovich Arellano, do Partido Revolucionário Institucional.
É advogado formado pela Universidad Humanitas.
Em 1997, foi eleito deputado estadual para o congresso de Sonora. Em 2000, foi eleito deputado federal ocupando o cargo até 2003, após o último mandato, atuou na Secretaria de Agricultura e Alimentação (Secretaría de Agricultura, Ganadería, Desarrollo Rural, Pesca y Alimentación) do Estado de Sonora, até 2005.
Em 2006 foi eleito senador pelo Estado de Sonora. Em janeiro de 2008 anunciou intenção de disputar as eleições para governador em 2009. Em março de 2009 obteve a vitória, sucedendo ao ex-governador Eduardo Bours. 